# Pszichoanyu
A Pszichoanyu (eredeti cím: Tully) 2018-as amerikai dráma filmvígjáték, amelyet Diablo Cody forgatókönyvéből Jason Reitman rendezett. A főbb szerepekben Charlize Theron, Mackenzie Davis, Mark Duplass és Ron Livingston látható. Ez a harmadik együttműködés Jason Reitman rendező és Diablo Cody forgatókönyvíró között, a Juno (2007) és a Pszichoszingli (2011) című filmek után, amelyek közül az utóbbiban Theron is szerepelt.
Világpremierje a 2018-as Sundance Filmfesztiválon volt, az Amerikai Egyesült Államokban 2018. május 4-én mutatták be a Focus Features forgalmazásában. Általánosságban pozitív visszajelzéseket kapott a kritikusoktól, dicsérve Theron és Davis alakítását, valamint a film anyaságról alkotott képét. Theron jelölést kapott a 76. Golden Globe-díjátadón a legjobb színésznő – filmmusical vagy vígjáték kategóriában, valamint a 24. Critics' Choice Awards gálán a legjobb színésznő – vígjáték kategóriában.

## Cselekmény
Marlo két gyermek édesanyja, aki nem tervezett úton harmadik gyermekével várandós. Fia, Jonah fejlődési rendellenességgel küzd, amelyet az orvosok nem tudtak diagnosztizálni. A Wilbarger-protokoll szerint ápolják a fiú bőrét, hogy csökkentsék annak érzékenységét. Amikor Marlo és férje, Drew meglátogatják gazdag testvérüket, Craiget vacsorára, ő felajánlja, hogy fizet egy bébiszittert az éjszakára, de Marlo elutasítja az ajánlatot.
Marlo lánygyermeket szül, akit Miának nevez el, azonban hamarosan túlterheltnek és kimerültnek kezdi érzi magát. Amikor Jonah igazgatója azt javasolja Marlo-nak, írassák át egy másik iskolába, Marlo teljesen összeomlik, ezért megkeresi a bébiszitter elérhetőségét.
Azon az éjszakán Tully, az éjszakai bébiszitter először érkezik Marlo házába. A kezdeti zavartság ellenére Marlo és Tully több éjszaka alatt szoros barátságot alakítanak ki. Tully kivételes bébiszitternek bizonyul, ügyes, együttérző és művelt, takarítja a házat és muffint süt Jonah osztályának. Amikor Marlo megemlíti, hogy Drew-nak fétise van az 1950-es évekbeli pincérnő-egyenruhák iránt, Tully még egy olyan egyenruhát is felvesz, amelyet Marlo évekkel ezelőtt vett, és a szeme láttára elbűvöli Drew-t.
Egy este Tully láthatóan zaklatottan érkezik a munkába, és elmeséli, hogy összeveszett a lakótársával, mert úgy véli, túl sok szexpartnert visz haza. Tully felpörögve azt javasolja, hogy menjenek be a városba inni valamit, mire Marlo kissé vonakodva beleegyezik, és a két nő Marlo régi környékére, New Yorkba megy. Egy bárban Tully hirtelen közli Marlo-val, többé nem tud neki dolgozni. Elmondja, csak azért volt ott, hogy „kitöltse az űrt”, de úgy érzi, már nincs rá szükség. Hazafelé Marlo elalszik a volánnál, és a kocsija egy folyóba zuhan.
Marlo víz alatt találja magát, bezárva az autóba, és elképzeli, hogy Tully sellőként jön megmenteni őt. Egy kórházban ébred fel, mellette Drew ül. Egy pszichiáter odamegy Drew-hoz, és közli vele, hogy Marlo extrém alváshiányban és kimerültségben szenved. Amikor az orvos a bébiszitterről kérdez, Drew azt mondja neki, nem sokat tud róla. A kórház egyik alkalmazottja megkérdezi Drew-tól Marlo leánykori nevét, és ő azt válaszolja, hogy „Tully”. Ez azt jelenti, Tully nem létezik, Marlo csak kitalálta őt, mint 26 éves önmagát a múltból, hogy megbirkózzon a stresszel. Tully még egyszer meglátogatja Marlo-t a kórházi szobájában, és úgy döntenek, többé nem találkozhatnak, és barátként válnak el egymástól.
Marlo hazatér, és Jonah közli vele, hogy többé nem kell megfésülnie a haját. A konyhába megy, előkészíti a gyerekek másnapi ebédjét, és zenét kapcsol. Drew bejön, és segít neki, miközben együtt hallgatják a zenét.

## Szereplők
| Szerep | Színész             | Magyar hang     |
| ------ | ------------------- | --------------- |
| Marlo  | Charlize Theron     | Solecki Janka   |
| Tully  | Mackenzie Davis     | Peller Mariann  |
| Craig  | Mark Duplass        | Makranczi Zalán |
| Drew   | Ron Livingston      | Czvetkó Sándor  |
| Jonah  | Asher Miles Fallica |                 |
| Sarah  | Lia Frankland       |                 |
| Elyse  | Elaine Tan          | Nádasi Veronika |
| Laurie | Gameela Wright      | Kocsis Mariann  |

### Magyar változat
- Főcím: Bozai József
- Magyar szöveg: Moduna Zsuzsa
- Hangmérnök: Cs. Németh Bálint
- Vágó: Baja Gábor
- Gyártásvezető: Masoll Ildikó
- Szinkronrendező: Berzsenyi Zoltán

A szinkront a Masterfilm Digital Kft. készítette el.

## A film készítése
Diablo Cody a filmet saját nehezen átélt terhességének feldolgozására írta. A forgatókönyv segített neki; „ragyogó, megnyugtató támaszponttá vált, amelyhez bármikor visszatérhettem, amikor túlterheltnek éreztem magam”. Cody elmondása szerint Reitman megjegyezte, hogy a Tully tematikusan összeillik korábbi közös munkáikkal, logikusan lezárva egy véletlen trilógiát, amelyben „a Juno a korai felnőtté válásról, a Pszichoszingli a felnőtté válás elleni ellenállásról, a Pszichoanyu pedig a középkorban megtalált méltóságról és elfogadásról szól”.
Theron elmondta, három és fél hónap alatt közel 23 kg-ot hízott a szerep kedvéért. A súly megtartása érdekében éjjel-nappal ennie kellett, majd a forgatás befejezése után másfél évbe telt, mire leadta a felesleges kilókat.
A forgatás 2016. szeptember 22-től november 2-ig tartott Vancouverben (Brit Columbia).

## Bemutató
2017 májusában a Focus Features megszerezte a film forgalmazási jogait Észak-Amerikában, az Egyesült Királyságban, Írországban, Olaszországban, Spanyolországban, Kínában, Malajziában, Szingapúrban, Csehországban, Szlovákiában, Magyarországon és Romániában. A bemutató dátumát 2018. április 20-ra tűzték ki, azonban 2018 márciusában május 4-re halasztották.
A Pszichoanyu 2018. július 17-én vált digitálisan letölthetővé, majd július 31-én jelent meg Blu-ray-en és DVD-n.